# 林愛菜
林 愛菜（はやし まな、10月6日生）は、日本の元AV女優。バンビプロモーション所属。

## 略歴・人物
2019年12月にデビューした華奢で貧乳のロリ系AV女優。
2020年7月発売『あの頃、制服美少女と。 林愛菜』（ドリームチケット）がが同年7月3日付けFANZA通販フロア・デイリーランキング初登場10位。5日にはデイリー最高位7位まで上昇。
『（遠距離恋愛で）会えない彼女とオンラインリモートオナニーしまくった1ヶ月とその後の欲望を全力でぶつけ合う… 林愛菜』（h.m.p DORAMA）が同年7月22日週の同通販フロア・ウィークリーランキング初登場40位を記録。週刊プレイボーイでは世相をとらえたクリーンヒット作品として取り上げられた。
2020年からは高山恵美名義でイメージビデオにも出演している。
2022年1月31日、同日での引退を発表。

## 出演作品

### アダルトDVD
2019年
- 新人 ゴックンも中出しもどっちもしたい美少女AVデビュー!!（12月25日、本中）[9][10]

2020年
- 円女交際 中出しoK18歳 Aカップ白桃尻娘（2月7日、パコパコ団とゆかいな仲間たち）
- 「この見た目でヤリマンビッチってドン引きですか?」 清楚系ド貧乳スレンダー お嬢様まなチャン AVデビュー（2月19日、キチックス）
- 群馬から来た【やすこchan】（3月1日、バビロン）※「やすこ」名義
- 乃○坂46似の県立女子とお友達はみんなスレンダーでうぶでほぼ処女。（3月12日、MERCURY）※林愛菜のみ撮り下ろし
- 親友対決! 固定ディルド腰ふり競争1000回ふらなきゃ帰れまセン!! 6（3月13日、はじめ企画）※「ゆあ」名義
- 素人女子大生限定! せまーいお風呂で初めての密着混浴体験! ゼロ距離でのプリケツちらり!おっぱいポロリ!うぶな女子は恥ずかしすぎて赤面涙目! 全身の湯しずくを舐めとってそのまま生中出しSEXしちゃいました!（3月13日、赤面女子）
- 透ケール SUKESUKE 24 水着円光（4月3日、SUKESUKE）
- あの頃、制服美少女と。（7月31日、ドリームチケット）[11]

2021年
- 制服の似合う彼女はAV業界に入ってから脇でも感じるようになった。 林愛菜（2月13日、S-Cute）
- 素人ナンパ うぶな女子大生が生まれて初めての女性向け風俗体験 2（5月20日、アイエナジー）※オムニバス
- 【ワキコイ】兄が私の腋に恋してる 林愛菜（6月3日、アキノリ）
- 10代女子校生ガチナンパ ラップ1枚挟んで童貞君と素股体験してみませんか？すぐに破れて生チ○ポがズボッ！戸惑い恥らう娘に童貞君がガマン出来ずに中出ししちゃいました！（6月24日、アイエナジー）※オムニバス
- 素人女子大生が高額バイト代につられてヌードデッサンモデルに！マ○コのビラビラまで丁寧に描かれる視姦の羞恥にマ○コはグッショリ！生で挿入されてイキまくり！（7月2日、アイエナジー）共演：渚みつき、前乃菜々
- 制服少女たちの綺麗な髪に発射したい2（12月9日、レイディックス）

2022年
- 接吻の達人セラピストが多数在籍 濃厚ベロチュー◆メンズエステ（1月13日、レイディックス）

### VR
- 援交微乳女子●生（2020年7月10日、unfinished）※「愛菜」名義

### アダルトサイト
「MGS動画」
- 【初撮り】【色白美少女】【SS級ルックス】透明感120%のアイドル系美少女、細い身体が壊れる程のピストンに何度も何度も.. ネットでAV応募→AV体験撮影 1174（2020年2月1日、シロウトTV）※「愛菜」名義
- 百戦錬磨のナンパ師のヤリ部屋で、連れ込みSEX隠し撮り 148 スベスベ美脚に目を奪われつつ、連れ込んだ美少女と黒ひ○危機一髪で対戦!負けたら罰ゲームのルールであっという間にエロいムードへ!イチャラブSEXの一部始終を盗撮!（2020年2月11日、ナンパTV）※「あいな」名義

「FC2」
- 【幼すぎる!】マルキューバイト商業科③。休校中の学生はナンパに引っかかりまくり!恋愛未経験150cmスレンダー神かわ美少女の初めてのハメ撮りで誰にも見られたことのない少女の体晒しちゃいます!【配信未承（2020年4月6日、令和美少女　ゼロ号機）

「GIRL'S BLUE」
- g642 林田愛菜（2020年7月17日）

### イメージビデオ
- 恋のハレンチ/高山恵美（2020年7月24日、INTEC Inc）
- 純情ハニカミ・スマイル/澄川紗香 (2020年7月28日、CRANE)
- Mが好きです/高山恵美（2020年9月25日、INTEC Inc）
- 恋のスキャンダル/高山恵美（2020年10月23日、INTEC Inc）
- Aも好きです/高山恵美（2020年12月18日、INTEC Inc）[7]
- やっぱりAが好き/高山恵美（2021年2月22日、INTEC Inc）
- ワタシをナメテ/高山恵美（2021年4月23日、INTEC Inc）
- 私たち…おエッチですかね…？ 高橋未来VS高山恵美（2021年11月19日、サムバディ）高橋未来との共演作